# Ghennadi Ziuganov
Ghennadi Andreevici Ziuganov (în limba rusă: Генна́дий Андре́евич Зюга́нов) (n. 26 iunie 1944) este un politician rus, Prim-secretar al Partidului Comunist din Federația Rusă (din 1993), deputat în Duma de Stat (din 1995), membru al Adunării Parlamentare a Consiliului Europei (din 1996).

## Tinerețea
G. A. Ziuganov s-a născut într-un sat din regiunea Oriol, în sudul Moscovei. Fiu și nepot de învățători de țară, el a urmat tradiția profesională a familie: a devenit profesor de fizică, începând să predea în 1961.
În 1962, a fost cooptat în Departamentul de fizică și matematică a Institutului Pedagogic din Oriol. Între 1963 și 1966 a fost încadrat în Serviciile de informații radiologice, chimice și biologice ale Armatei Roșii. A devenit membru de partid în 1966.
S-a înscris la universitate în 1966. A devenit un personaj popular, sportiv de frunte, deși mai în vârstă decât cei mai mulți colegi ai săi, având calitatea rară printre studenții din anul doi de membru de partid. În timpul facultății s-a căsătorit cu Nadejda. A absolvit cursurile universitare în 1969.

## Munca de partid
Ziuganov a început să predea matematica, dar în scurtă vreme s-a angajat în activitatea politică în regiunea Oriol în 1967. A devenit prim-secretar al Komsomolului local și secretarul regional cu propaganda. A devenit un politician popular în regiune. Printre multele sale sarcini, Ziuganov s-a ocupat și de organizarea a numeroase petreceri dansante și baluri. Ca apparatcik de nădejde al partidului, a fost promovat în funcția de locțiitor al primului-secretar regional de partid.
A fost admis în 1978 la cursurile școlii de elită de partid, Academia de Științe Sociale, în 1983 primind gradul academic post-doctorat de доктор наук - doctor nauk. S-a reîntors în Oriol, unde a funcționat ca șef regional de partid pentru ideologie și propagandă până în 1983. În 1983, s-a transferat în funcția de instructor al departamentului de propagandă al Partidului Comunist.
Ziuganov s-a remarcat prin criticile dure la adresa lui Mihail Gorbaciov și a inițiativelor lui politice, perestroika și glasnost. În deceniul al nouălea al secolului trecut, în timp ce partidul comunist se dezintegra, Ziuganov a trecut de partea conservatorilor, care luau atitudine fățișă împotriva reformelor gorbacioviste, care au dus până la urmă la prăbușirea Uniunii Sovietice și a Partidului Comunist.

## Liderul Partidului Comunist din Federația Rusă
Ziuganov a scris mai multe articole de presă în deceniul al zecelea al secolului trecut prin care îl ataca pe Boris Eltin și cerea reîntoarcerea la socialismul din epoca pre-gorbacioviană. Cum vechiul Partid Comunist al Uniunii Sovietice se destrămase, Ziuganov a ajutat la formarea noului Partid Comunist al Federației Ruse și a devenit unul dintre cei șapte secretari ai Comitetului Central al partidului, iar din 1993 a devenit președintele nou createi formațiuni politice. Observatorii occidentali au fost surprinși de resurecția Partidului Comunist în Federația Rusă și de succesul politic al liderului lui.
În scurtă vreme, Ziuganov s-a plasat în fruntea plutonului liderilor de opoziție, prin exploatarea nemulțumirii marei mase de cetățeni față de scăderea gravă a nivelului de trai după renunțarea la socialismul sovietic, de concentrarea puterii economice în mâinile a câtorva oligarhi, de creșterea necontrolată a criminalității și de campaniile pentru independență a diverselor etnii minoritare. Mulți cetățeni doreau reîntoarcerea la vremurile în care guvernul central avea monopolul puterii, garantând securitatea personală și economică. Perdanții privatizărilor sălbatice din Rusia – muncitorii, micii funcționari, profesorii și pensionarii – au fost principalii sprijinitori ai partidului lui Ziuganov.
În alegerile parlamentare din 1995, Partidul Comunist a avut rezultate foarte bune, iar liderul acestuia, Ghennadi Ziuganov s-a anunțat un contracandidat serios la șefia țării, în defavoarea președintelui în funcție, Boris Eltin. Ziuganov a candidat în cadrul alegerilor prezidențiale din 1996 ca port-drapel al comuniștilor ruși. Asumându-și o retorică naționalistă, el a atacat infiltrarea ideilor și modului de viață occidentale în societatea rusă și a descris țara ca o mare națiune dezmembrată de trădătorii din interior, aflați în cârdășie cu burghezii occidentali, care ar fi căutat dezmembrarea Uniunii Sovietice pentru a exploata uriașele sale rezerve naturale fără a se teme de nimic.
În alegerile de pe 16 iunie, Ziuganov a obținut în primul tur de scrutin 32% din voturile exprimatre, plasându-se pe locul doi, după Elțin. Ziuganov privea foarte încrezător turul al doilea de scrutin, care urma să se desfășoare pe 3 iulie. În campania sa electorală, Ziuganov și-a concentrat discursul pe starea proastă de sănătate a președintelui în funcție și pe dezideratul reîntoarcerii la vremurile de glorie ale Rusiei și Uniunii Sovietice. În schimb, Elțin a exploatat fără scrupule avantajele funcției prezidențiale, obținând, uneori nu prin mijloace tocmai ortodoxe, un important sprijin financiar. Elțin a avut cel mai mult de câștigat din eliminarea candidaților partidelor mici, reușind să câștige sprijinul unuia dintre cei mai populari contracandidați din primul tur de scruti, generalul în rezervă Alexandr Lebed. În al doilea tur de scrutin, Ziuganov a fost în cele din urmă înfrânt.

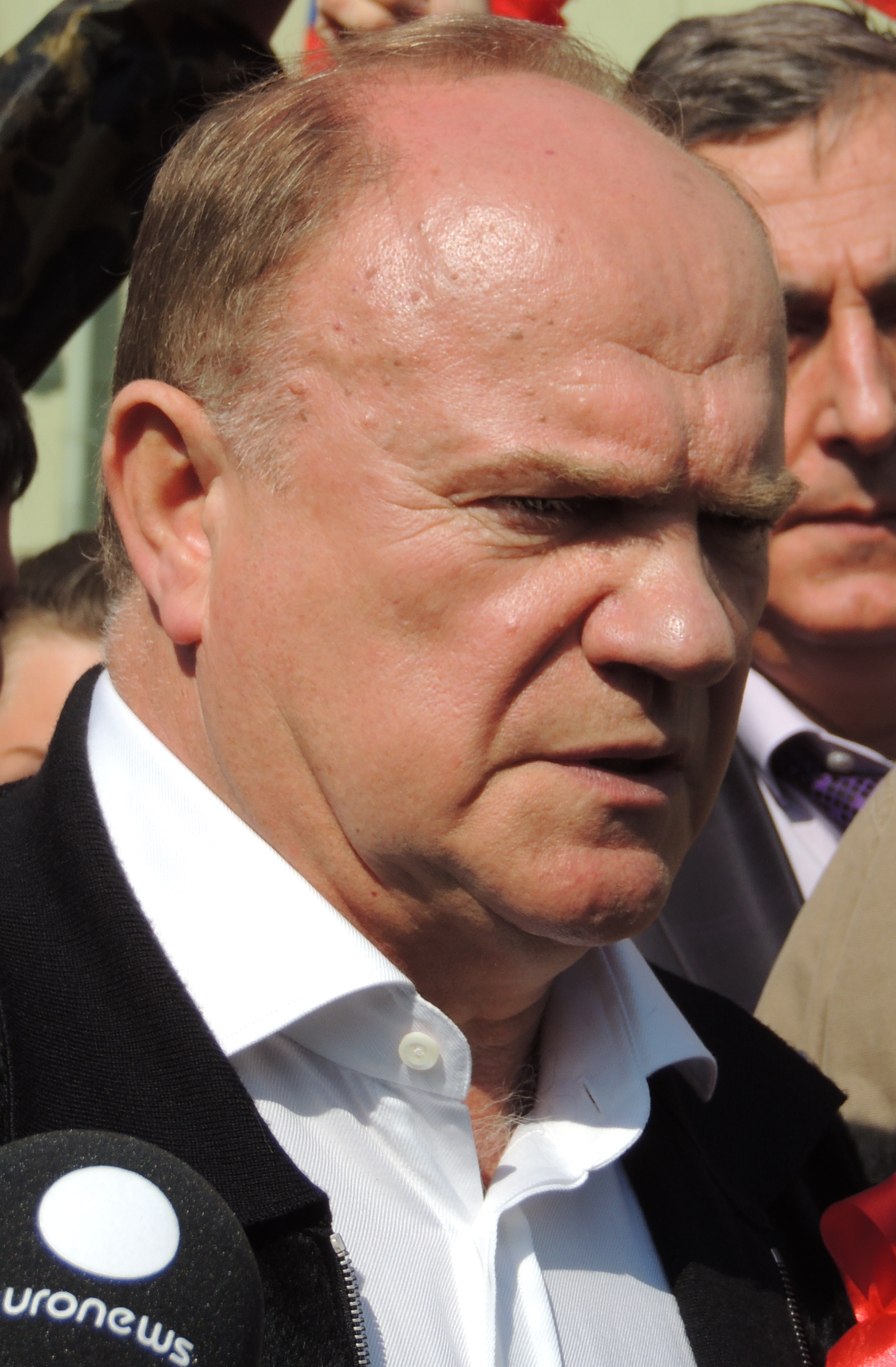
Ghennadi Adreevici Ziuganov

Observatorii politici mai credeau că Ziuganov și partidul său mai sunt încă o forță politică de luat in seamă în Rusia. După alegerile parlamentare din 1999, rezultatele comuniștilor au fost foarte slabe. Sprijinul pentru comuniști a fost în scădere, datorită popularității președintelui Elțin (care ordonase începerea războiului din Cecenia în septembrie 1999, o acțiune bine primită de populația rusă), cât și a noului prim-ministru, Vladimir Putin. Acesta din urmă era considerat în toate mediile politice ca cel mai potrivit urmaș la funcția de Președinte al Federației Ruse. Demisia din funcția de președinte a lui Elțin și numirea lui Putin se pare că a fost de asemenea în defavoarea comuniștilor.
Datorită tuturor acestor fapte, nimeni în Rusia sau în străinătate nu a mai fost surprins când, la alegerile prezidențiale ruse din 2000, Ziuganov s-a plasat mult în urma lui Vladimir Putin, e adevărat, pe poziția a doua. La alegerile prezidențiale ruse din 2004, Ziuganov nici măcar nu a mai încercat să candideze împotriva președintelui în funcție, lăsându-l pe Putin să câștige fără drept de apel un al doilea mandat. Totuși, în octombrie 2005, Ziuganov a afirmat că va candida pentru cea mai înaltă funcție în stat la alegerile din 2008, fiind a doua persoană care și-a anunțat înscrierea în cursa pentru Kremlin, (după primul-ministru Mihail Kasianov). În urma alegerilor prezidențiale din 2008, omul propus de Putin, Dimitri Medvedev a devenit al treilea președinte al Federației Ruse cu peste 70% din voturi. Ziuganov a luat 5% din voturi.